# Lotus 91
Chronologie des modèles (1982-1983)
Lotus 87B Lotus 92
La Lotus 91 est une monoplace de Formule 1 de l'écurie Lotus, engagée dans le cadre du Championnat du monde de Formule 1 1982. Elle est confiée à Elio De Angelis, Nigel Mansell, Roberto Moreno et Geoff Lees. Elle est engagée une seule fois en 1983, pour De Angelis lors du Grand Prix inaugural au Brésil.

## Historique
La Lotus 91, étroitement dérivée des Lotus 87 et Lotus 87B, reste toutefois efficace grâce à sa conception simple. Cependant cette efficacité ne lui permet pas de rivaliser avec les moteurs turbocompressés des Williams, Brabham, Ferrari, Renault. Nigel Mansell s'emparera pourtant de la troisième place lors de la deuxième course de la saison, au Brésil.
La saison 1982 est marquée par une alternance de belles courses de la part des équipiers Mansell et Elio De Angelis. Le 15 août 1982, De Angelis signe la victoire au Grand Prix d'Autriche, 125 millièmes de seconde devant la Williams de Keke Rosberg : il s'agit de la dernière victoire d'un moteur Ford-Cosworth DFV V8 en Formule 1, la première ayant elle aussi été obtenue sur une Lotus, en 1967.
Cette saison fut celle de la transition vers l'ère turbo avec la signature d'un accord Lotus-Renault pour 1983. Si Lotus semble promise à faire son retour parmi les top teams, la mort de Colin Chapman le 15 décembre 1982 entraînera des bouleversements critiques pour l'équipe, qui dans ses errements, alignera trois modèles de voitures en 1983, les Lotus 92, Lotus 93T et Lotus 94T.

## Résultats en championnat du monde de Formule 1

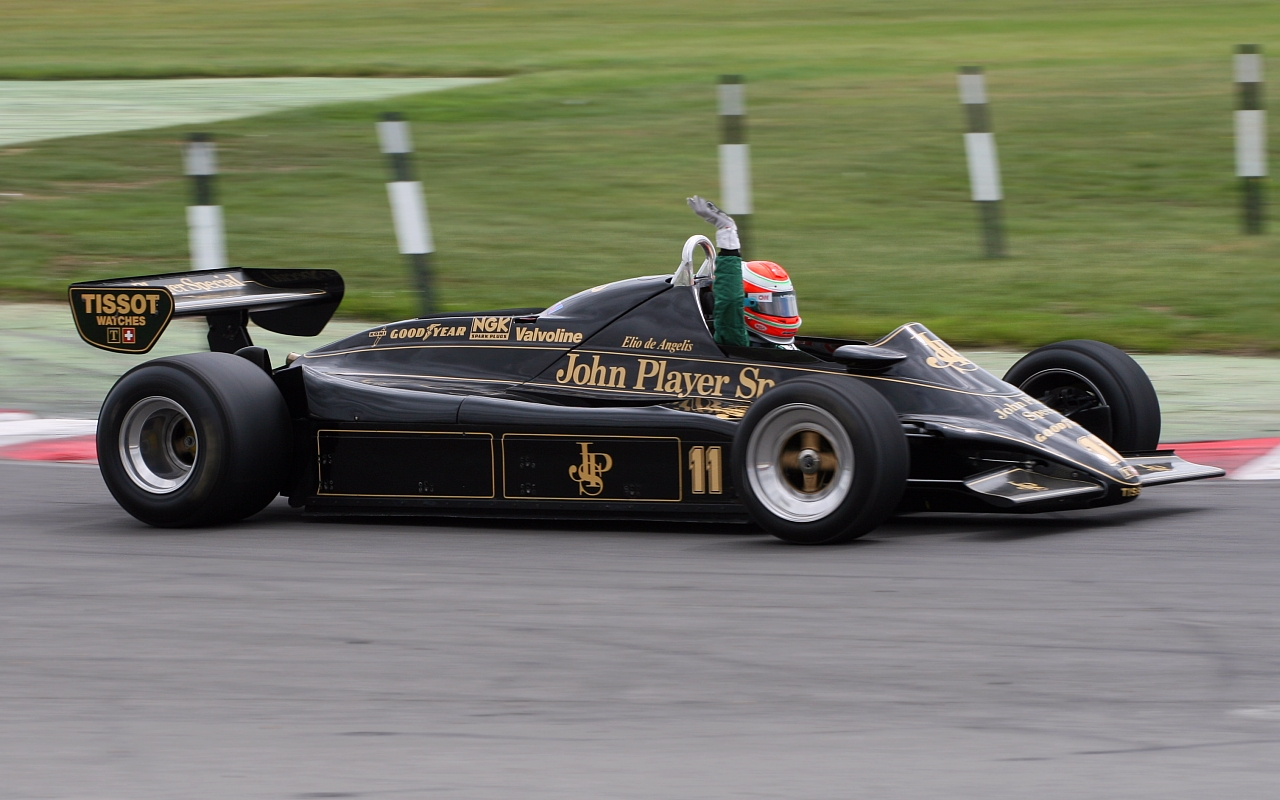
La Lotus 91 dotée d'un aileron avant, en démonstration à Snetterton.

| Saison | Écurie                 | Moteur               | Pneus    | Pilotes         | Courses | Courses | Courses | Courses | Courses | Courses | Courses | Courses | Courses | Courses | Courses | Courses | Courses | Courses | Courses | Courses | Points inscrits | Classement |
| Saison | Écurie                 | Moteur               | Pneus    | Pilotes         | 1       | 2       | 3       | 4       | 5       | 6       | 7       | 8       | 9       | 10      | 11      | 12      | 13      | 14      | 15      | 16      | Points inscrits | Classement |
| ------ | ---------------------- | -------------------- | -------- | --------------- | ------- | ------- | ------- | ------- | ------- | ------- | ------- | ------- | ------- | ------- | ------- | ------- | ------- | ------- | ------- | ------- | --------------- | ---------- |
| 1982   | John Player Team Lotus | Ford-Cosworth DFV V8 | Goodyear |                 | AFS     | BRÉ     | USO     | SMR     | BEL     | MON     | USE     | CAN     | P-B     | GBR     | FRA     | ALL     | AUT     | AUT     | ITA     | VEG     | 30              | 5e         |
| 1982   | John Player Team Lotus | Ford-Cosworth DFV V8 | Goodyear | Nigel Mansell   |         | 3e      | 7e      |         | Abd.    | 4e      | Abd.    | Abd.    |         | Abd.    |         | 9e      | Abd.    | 8e      | 7e      | Abd.    | 30              | 5e         |
| 1982   | John Player Team Lotus | Ford-Cosworth DFV V8 | Goodyear | Elio De Angelis |         | Abd.    | 5e      |         | 4e      | 5e      | Abd.    | 4e      | Abd.    | 4e      | Abd.    | Abd.    | 1er     | 6e      | Abd.    | Abd.    | 30              | 5e         |
| 1982   | John Player Team Lotus | Ford-Cosworth DFV V8 | Goodyear | Roberto Moreno  |         |         |         |         |         |         |         |         | Nq      |         |         |         |         |         |         |         | 30              | 5e         |
| 1982   | John Player Team Lotus | Ford-Cosworth DFV V8 | Goodyear | Geoff Lees      |         |         |         |         |         |         |         |         |         |         | 9e      |         |         |         |         |         | 30              | 5e         |
| 1983   | John Player Team Lotus | Ford-Cosworth DFV V8 | Pirelli  |                 | BRÉ     | USO     | FRA     | SMR     | MON     | BEL     | USE     | CAN     | GBR     | ALL     | AUT     | P-B     | ITA     | EUR     | AFS     |         | 11*             | 8e         |
| 1983   | John Player Team Lotus | Ford-Cosworth DFV V8 | Pirelli  | Elio De Angelis | Dsq.**  |         |         |         |         |         |         |         |         |         |         |         |         |         |         |         | 11*             | 8e         |

Légende : ici 

* 11 points marqués avec la Lotus 93T et la Lotus 94T 

** Elio De Angelis pilote une Lotus 93T durant la course, entraînant ainsi sa disqualification.